# Александров Сергій Павлович
Сергі́й Па́влович Алекса́ндров (рос. Сергей Павлович Александров; нар. 14(27) березня 1915, Кам'янець-Подільський, нині Хмельницької області — пом. 26 вересня 1963, Новокузнецьк Кемеровської області Російської Федерації) — російський художник театру.

## Біографія
У 1938—1941 роках навчався в Омському художньому училищі. Працював у Новокузнецьку, оформляв спектаклі в місцевому драматичному театрі.
Серед спектаклів:
- «Гаряче серце» Олександра Островського (1951),
- «Золотопромисловці» за романом Дмитра Маміна-Сибіряка (1953),
- «Оптимістична трагедія» Всеволода Вишневського (1956),
- «Доктор філософії» Браніслава Нушича (1958),
- «Барабанщиця» Афанасія Салинського (1961),
- «День народження Терези» Георгія Мдівані (1962),
- «Друзі і роки» Леоніда Зоріна.